# Adelencyrtoides proximus
Adelencyrtoides proximus är en stekelart som beskrevs av John S. Noyes 1988. Adelencyrtoides proximus ingår i släktet Adelencyrtoides och familjen sköldlussteklar. Inga underarter finns listade i Catalogue of Life.